# 우시쿠정
우시쿠정(牛久町)은 지바현 이치하라군에 설치되었던 정이다. 현재의 이치하라시에 해당한다.

## 역사
- 1889년 4월 1일 - 정촌제 시행에 수반해 이치하라군 우시쿠정이 성립하였다.
- 1954년 11월 15일 - 쓰루마이정, 도다촌, 우치다촌, 헤이산촌과 합병해 이치하라시가 되어 소멸하였다.

## 교통

### 철도
- 고미나토 철도 고미나토 철도선

## 참고문헌
- 小沢治郎左衛門『上総国町村誌 第一編』1889年。NDLJP:763698。
- 千葉県市原郡教育会『千葉県市原郡誌』千葉県市原郡、1916年。NDLJP:951002。
- 『明治22年千葉県町村分合資料 七 市原郡町村分合取調』1889年

## 관련링크
- 『千葉県市原郡誌』第二部 町村誌「明治村」
- 千葉県市原郡明治村 (12B0090025) - 歴史的行政区域データセットβ版
- 千葉県市原郡牛久町 (12B0090004) - 歴史的行政区域データセットβ版